# بوب هيرلي
بوب هيرلي (بالإنجليزية: Bob Hurley) هو مدرب كرة سلة أمريكي، ولد في 3 يوليو 1947 في جيرسي سيتي في الولايات المتحدة.